# ミニマヒメカメレオン
ミニマヒメカメレオン（Brookesia minima）は、爬虫綱有鱗目カメレオン科ヒメカメレオン属に分類されるトカゲ。

## 分布
マダガスカル北西部およびノシ・ベ島。
模式標本の産地（模式産地）はノシ・ベ。

## 形態
最大オス2.8センチメートル、メス3.4センチメートル。成体は扁平な頭部を持ち、眼の上には大型の鱗でできた頭冠がある。背に沿って2列の疣状の突起がある。体色は灰褐色で、体側に黄色い縞があることもある。雄は雌より体が細く、尾の基部に半陰茎が収納された膨らみがある。島嶼矮化により非常に小型化しているが、ミクロヒメカメレオンなど本種より小さい種もある。

## 分類
Brookesia dentata、Brookesia tuberculataなどのヒメカメレオン類と種群を構成する。
ノシマンガベヒメカメレオンB. peyrierasiとB. tuberculataは本種のシノニムとされたこともあったが、半陰茎の形態などから分割された。

## 生態
標高350メートル以下の多湿林に生息する。カメレオンとしては活動的な種で、低い枝や落葉の間を歩き回ることを好む。同種個体に対して多少の攻撃性を持ち、個体密度は最大で1平方メートルあたり1個体程度である。
繁殖頻度は不明だが、1回の産卵数は2個である。

## 人間との関係
分布域が3,966平方キロメートルと限定的かつ個体群が分断されていること、開発や伐採、焼畑などによる生息地の破壊が懸念されている。
飼育下繁殖の報告は少ない。縄張りを持つため、若い個体であっても単独飼育が望ましい。テラリウムの大きさは40cm四方程度は必要で、底には落葉や土を敷き詰める。地上近くを好むため、飼育容器は高さより底面積のほうが重要である。卵は小さく見つけづらいため、孵化するまで親が産んだ場所に放置しておく繁殖家もいる。